# 一網打尽
一網打尽（いちもうだじん）は、宋の時代の中国からの熟語。

## 概要
一度に打った網で、そこにいるすべての魚を捕らえるということである。このことから転じて、一度に一味の全ての者を捕らえるということを意味する。

### 由来
この言葉の由来は、宋の時代の中国の仁宗という皇帝の時の政治からである。仁宗は民を愛し、賢才を登用し、学術を奨励していたために慶暦の治と言われていた。だが当時の習慣では皇帝は大臣たちに相談もしないで勝手に恩詔を下すということが行われていた。この時期に杜衍という人物が首相となる。杜衍は清廉潔白で誠実で忠信に優れていたために、皇帝が勝手に恩詔を下すという習慣は政道を乱すものとして嫌い、皇帝が勝手に恩詔を下したならば自分のところで握りつぶして、いくつかたまったならばそのまま皇帝のところに還すということをしていた。杜衍のこの行いは利益を受けていた者からは聖旨を勝手に曲げていると非難されていた。それから杜衍の婿が官吏となり、公金を着服するということがあった。これを見つけた御史の王拱辰は、これで杜衍を陥れてやろうとして、婿らを投獄して、厳しく調べ上げて、数人を罰した。それから杜衍も首相を辞めることになった。こうして王拱辰が喜んで述べた言葉が、われ一網打尽せりであった。